# Pingliang
Pingliang is een stadsprefectuur het oosten van de Chinese provincie Gansu.